# STN液晶

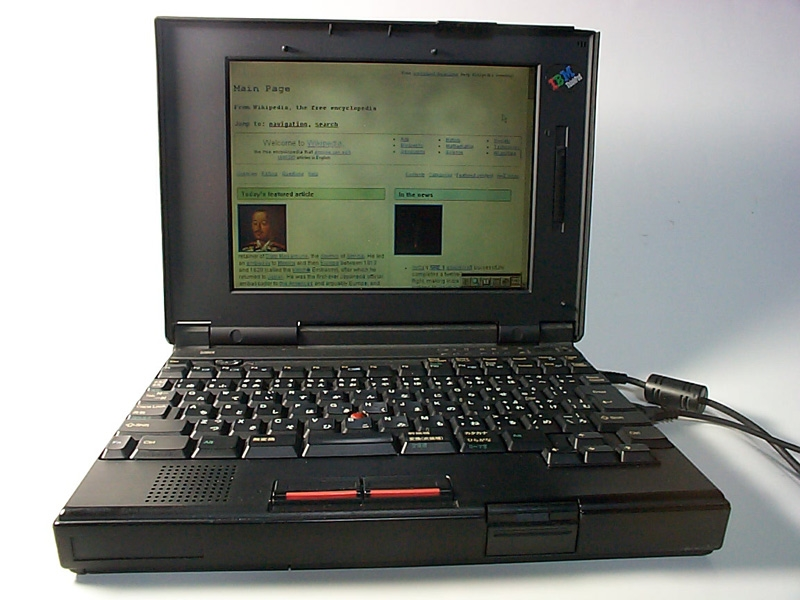
ノートパソコンの一例
STN液晶を搭載したThinkPad 530CS

STN液晶（ - えきしょう、英語: Super-twisted nematic display）は液晶ディスプレイの表示方式の一つで、単純マトリクス方式を用いたものである。STN自体は液晶のモードの一つであるが、一般には表示方式と理解されている。
STN液晶は、TFTを使ったアクティブマトリックス方式のTN液晶と比較すると、液晶自体はTNよりは高速応答であるものの単純マトリックスであるが故に画面の書換え速度が遅くなり動画の表示が難しく、また着色してしまうために補償用光学部品が必要というデメリットがある。その一方で、製造コストが安いというメリットがあるため、初期のゲームボーイの液晶画面（モノクロ）や初期のカラー液晶を搭載したゲーム機、携帯電話、ノートパソコンなどに用いられていた。

## 種類
STN液晶にもいくつかの種類がある。
- STN - 黄色地に黒のイエローモード、青地に白のブルーモードが一般的。コントラストで前者、明るさで後者が使われる。他にイエローモードにパープル偏光板を使用した白地に青のモードもある。
- FSTN - Film Compensated STN の略称で、STNに高分子フィルムを挿入したもの。モノクロ表示で、ワープロや携帯情報端末 (PDA) を中心に利用された。
- CSTN - Color Super-Twist Nematic の略称で、カラー表示に対応したもの。カラー液晶が採用されはじめたころの携帯電話を中心に利用された。
- DSTN - Dual-scan Super Twisted Nematic の略称で、STN液晶を上下2分割することで、表示速度を改善させた方式。主にノートパソコンに採用された。上下同時に制御を行うことにより処理が軽くなって表示が速くなるものの、残像が残るなどの根本的な問題は解決されておらず、TFT液晶に劣る。補償用フィルムの代わりにSTNパネルを用いた Double-STN の略として用いられる場合もある。
- HPA - High Performance Addressing の略称で、液晶材料により高速な応答が可能な素材の採用、発光機構の改善などを行う事で、STN液晶の輝度や応答速度を改善したもの。1990年代後半〜2000年代前半のノートパソコンに採用された。
- AA - Active Addressing の略称で、全走査線を同時に選択する駆動方式。これにより液晶の累積応答による高速STNのコントラスト低下問題がある程度避けられた。商品化は走査線を複数本選択する程度にとどめたものが使われた。MLS (Multi Line Selection) やMLA (Multi Line Addressing) などとも呼ばれる。